# كلاوديو نيكوليسكو
كلاوديو نيكوليسكو (بالرومانية: Claudiu Niculescu)‏ هو مدرب كرة قدم ولاعب كرة قدم روماني في مركز الهجوم، ولد في 23 يونيو 1976 في سلاتينا في رومانيا. شارك مع منتخب رومانيا لكرة القدم. أما مع النوادي، فقد لعب مع جامعة كلوج ودينامو بوخارست ونادي أومونيا ونادي جنوى ونادي دويسبورغ ويونيفرسيتاتيا كرايوفا.

## وصلات خارجية
- كلاوديو نيكوليسكو على موقع قاعدة بيانات كرة القدم.إي يو (الإنجليزية)
- كلاوديو نيكوليسكو على موقع ناشيونال فوتبول تيمز (الإنجليزية)
- كلاوديو نيكوليسكو على موقع Soccerway.com (الإنجليزية)
- كلاوديو نيكوليسكو على موقع عالم كرة القدم.نت (الإنجليزية)